# 포항경주공항
포항경주공항(浦項慶州空港, 영어: Pohang Gyeongju Airport,  IATA: KPO, ICAO: RKTH)은 경상북도 포항시 남구 동해면 도구리에 있는 공항이다.

## 역사
1970년 2월에 포항비행장으로 설립된 이후 1970년 3월 대한항공이 포항 - 서울 노선을 개설했고 1992년 4월에는 아시아나항공이 포항 - 서울 노선을 개설했다.
그리고 1999년부터 공항 확장 공사를 시행하여 2002년 6월에 새 여객 터미널을 개관한 뒤 아시아나항공이 운항했던 2004년 12월에 포항 - 제주 노선이 수요 부족으로 폐지되었다가 2009년 7월 31일에 운행을 재개했다.

### 활주로 조정
2009년 6월에 포스코에서 건설 중이던 신(新)제강공장의 높이가 포항공항의 고도 제한에 걸리자 포스코와 국방부 그리고 포항시는 2011년 1월 행정협의조정위원회의 조정결정에 따라 공장 반대편인 동쪽으로 활주로를 378 m 옮기기로 합의했으나 이 경우 집단 이주해야 하는 동해면 도구리 주민들의 반대로 활주로 공사가 지연되었다. 
결국 활주로를 옮기지 않고 대신 활주로의 서쪽을 4 m 상향하기로 2014년 3월에 합의가 변경되었고 같은 해 8월 6일에 행정협의조정위원회가 변경 결정을 통지함에 따라 활주로 중 서쪽 900 m를 경사면 끝 부분 기준으로 4 ｍ 상향하고 포항공항에 설치되어 있지 않았던 ILS(계기착륙장치) 설비를 설치하였으며 사업비 중 900억 원을 포스코가 부담하였다.

### 민항 존폐 위기
2004년 동대구역에 KTX가 개통되어 60만 명 이상이던 이용객 수가 절반 이상 줄었고 2010년 11월에 KTX 2단계 구간의 신경주역이 영업을 개시하면서 이용객이 추가로 줄어들었고 2015년 4월 2일에 KTX 포항역의 정식 운행이 개시되면서 포항공항의 항공 수요가 더욱 줄어 공항이 존폐 위기에 몰릴 수 있을 것이라는 예측 때문에 한때 국제선 취항이나 지역항공사 설립이 모색되었다.
그리고 2012년 5월 24일 중국 국적 항공사인 중국남방항공이 다롄 저우수이쯔 국제공항에서 1회 전세기로 운항하여 포항공항이 개항한 지 42년만에 처음으로 운행된 국제선으로 기록되었다.

### 재개장
2014년 7월 1일부터 2016년 4월 25일까지 대대적인 활주로 재포장 공사를 하여 운항을 중단했다가 2016년 5월 1일에 공항을 재개장하여 대한항공이 포항 ~ 서울 노선 운항을 재개하였다.
흥해읍으로 이전한 동해선 포항역의 KTX 투입 여파와 맞물려 여러 항공사들이 포항 노선에 대해 적자 우려를 이유로 복항을 꺼렸음에도 포항시의 손실 보조를 전제로 대한항공이 2016년 5월 3일부터 포항-김포 노선을 1일 2회 운항해왔으나 포항-김포 노선은 탑승률이 저조하여 2019년 8월 1일부터 1일 1회 운항으로 줄었고 결국 같은 해 10월 27일 노선이 폐지된 대신 9월 16일부터 포항-제주 노선이 1일 1회 운항하고 있다.
2018년 2월 7일에 에어포항이 포항공항을 허브로 신규취항했으나 같은 해 12월에 운항을 중단하면서 2019년에 운항증명 효력을 상실했고 이후 2022년 7월 14일부터 포항경주공항으로 명칭이 변경되었으며 경주 보문단지와 경주시외버스터미널, 포항공항을 연결하는 노선 버스도 신설됐다.

## 사건사고

### 1990년대
1999년 3월 15일 김포국제공항을 출발한 대한항공 1533편이 이 공항에 착륙하려다 10번 활주로를 이탈한 후 기체가 두동강나는 사고가 발생했지만 탑승객 156명 전원이 구사일생으로 목숨을 건졌다.

### 2020년대
2025년 5월 29일 포항경주공항에 착륙하던 해군 P-3 오라이언 해상 초계기가 추락하는 사고가 발생했다.

## 시설 규모
- 해군에서 운영하고 있는 포항공항의 민항기 계류장에는 A320/B737급 항공기 5기가 동시에 주기할 수 있다.
- 길이 2133 m×폭 46 m의 활주로 1본이 설치되어 있으며, 연간 항공기 처리 능력은 10만 회이다.

## 운항 노선
| 항공사 | 목적지           |
| ------ | ---------------- |
| 진에어 | 서울(김포), 제주 |

## 이용객 추이
| 연도       | 1997년    | 1998년  | 1999년  | 2000년  | 2001년  | 2002년  | 2003년  | 2004년  | 2005년    | 2006년  |
| ---------- | --------- | ------- | ------- | ------- | ------- | ------- | ------- | ------- | --------- | ------- |
| 운항(편수) | 10,327    | 9,736   | 8,109   | 8,456   | 8,345   | 8,128   | 7,608   | 7,285   | 4,968     | 3,591   |
| 여객 (명)  | 1,124,781 | 784,983 | 789,973 | 801,607 | 774,029 | 704,467 | 645,494 | 659,988 | 464,653   | 347,180 |
| 연도       | 2007년    | 2008년  | 2009년  | 2010년  | 2011년  | 2012년  | 2013년  | 2014년  | 2015년    | 2016년  |
| 운항(편수) | 2,831     | 2,998   | 3,746   | 3,598   | 3,542   | 3,312   | 3,131   | 1,540   | 공항 폐쇄 | 458     |
| 여객 (명)  | 297,702   | 267,686 | 304,372 | 323,652 | 260,050 | 262,198 | 239,516 | 112,387 | 공항 폐쇄 | 68,226  |
| 연도       | 2017년    | 2018년  | 2019년  | 2020년  | 2020년  | 2020년  |         |         |           |         |
| 운항(편수) | 1,373     | 1,358   | 1,162   | 838     | 1,868   | 2,514   |         |         |           |         |
| 여객 (명)  | 98,391    | 83,818  | 93,769  | 65,994  | 158,927 | 249,413 |         |         |           |         |

- 2014년 7월 1일부터 2016년 4월 25일까지 대대적인 활주로 재포장 공사로 운항을 잠정 중단했다.
- 2004년 4월 경부고속철도의 개통 이후 2010년 11월 경부고속철도 2단계 구간의 개통에 이어 2015년 4월에 KTX 포항역이 정식 개통함에 따라 공항 이용객 수가 급격하게 감소했다.

## 같이 보기
- 대한민국의 공항